# Liolaemus absconditus
Liolaemus absconditus es una especie de lagarto liolaémido del género Liolaemus. Este saurio habita en ambientes rocosos en sierras del centro-este de la Argentina.

## Taxonomía y características

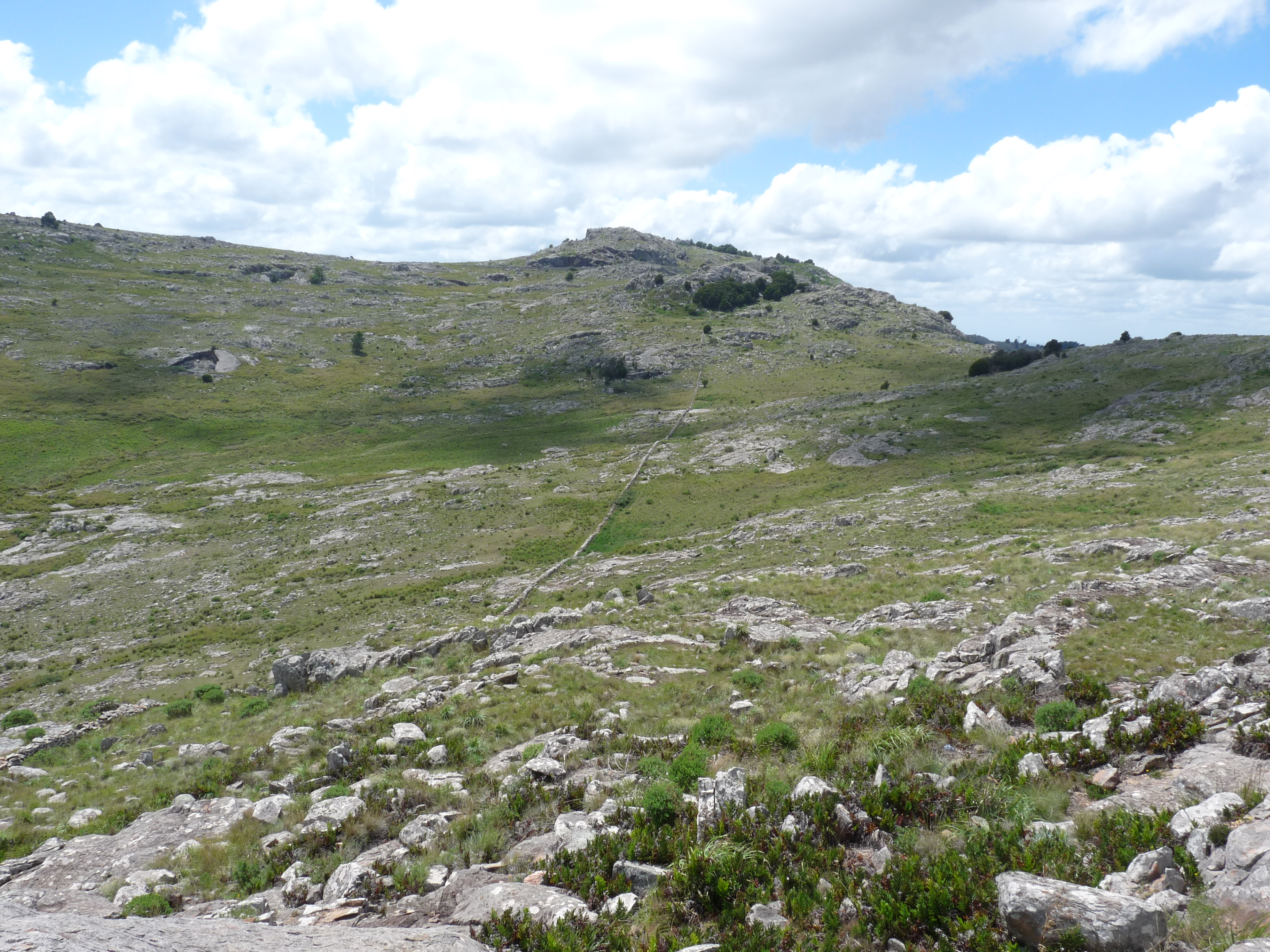
Laderas rocosas en el sistema orográfico de Tandilia, un ejemplo del hábitat característico de esta especie.

Liolaemus absconditus fue descrita originalmente en el año 2018 por los zoólogos Laura Estela Vega, Andrés Sebastián Quinteros, Oscar Aníbal Stellatelli, Patricio Juan Bellagamba, Carolina Block y Enrique Alberto Madrid.
Etimología
Etimológicamente el término genérico Liolaemus se origina en dos palabras del idioma griego, lio que significa ‘liso’ y laemus (de laimos) que se traduce como ‘garganta’. El nombre específico absconditus refiere a la palabra en latín que significa ‘recóndito’, ‘oculto’, ‘secreto’. 
Caracterización y relaciones filogenéticas
Liolaemus absconditus es un lagarto de coloración acanelada, grisácea en la garganta. Pertenece al “grupo Liolaemus alticolor-bibronii” (asignado a Liolaemus sensu stricto). Es filogenéticamente cercana a L. tandiliensis, L. gracilis y L. saxatilis, de las que se diferencia por una combinación distinta de su morfología, lepidosis y patrón de coloración.
Para definirla se la comparó con especies geográficamente más cercanas. También se realizaron análisis moleculares del gen mitocondrial Cyt-b para estimar su posición en relación con taxones relacionados.

## Distribución, hábitat y costumbres
Es un saurio endémico del sistema de Tandilia, situado en la zona centro-sudeste del interior de la Provincia de Buenos Aires (Argentina). En estos cordones orográficos habita también otra especie del género Liolaemus:  L. tandiliensis. Es un saurio especialista de ambientes saxícolas, ya que habita en biotopos rocosos.